# Campionati Internazionali di Sicilia 2005
I Campionati Internazionali di Sicilia 2005 sono stati un torneo di tennis giocato sulla terra rossa. È stata la 26ª edizione dei Campionati Internazionali di Sicilia, che fanno parte della categoria International Series nell'ambito dell'ATP Tour 2005. Si sono giocati a Palermo in Italia, dal 26 settembre al 2 ottobre 2005.

## Campioni

### Singolare
Igor' Andreev ha battuto in finale  Filippo Volandri con il punteggio di 0–6, 6–1, 6–3

### Doppio
Martín García /  Mariano Hood hanno battuto in finale  Mariusz Fyrstenberg /  Marcin Matkowski con il punteggio di 6–2, 6–3